# 피지 힌디어
피지 힌디어(Fiji Hindi)는 피지의 인도계 이주민들이 쓰는 힌디어의 한 변종이다. 인도계 피지인(현재의 인도 및 파키스탄을 포함함)들은 영국의 식민지배 기간 동안 노동자로서 피지에 대규모로 이주해 왔으며, 현재 피지 인구의 약 절반을 차지한다. 피지 힌디어는 힌디어 방언으로 간주되기도 하는 보즈푸리어나 아와디어가 그 근간이며, 기타 여러 인도 언어들의 영향도 받았다.
피지 힌디어와 인도 힌디어의 차이는 여러모로 네덜란드어와 아프리칸스어의 차이점과 비슷한데, 우선 피지 힌디어에는 인도에는 없는 자연환경과 생활습관을 나타내기 위해 많은 새로운 어휘를 피지어와 영어에서 차용하였다. 피지 힌디어는 보통 데바나가리 문자보다는 로마자를 써서 표기한다.

## 역사
인도 출신 임금 노동자들은 주로 인도 동부의 우타르 프라데시와 비하르 주 출신으로서, 주된 의사소통에는 힌디어를 쓰면서도, 출신 지역에 따라 수많은 방언으로 나뉘어 있었다.
| 언어/방언             | 수     | 백분율 |
| --------------------- | ------ | ------ |
| 비하리어              | 17,868 | 39.3%  |
| 힌디어 동부 방언      | 16,871 | 37.1%  |
| 힌디어 서부 방언      | 6,903  | 15.2%  |
| 라자스탄어            | 1,111  | 2.4%   |
| 기타 언어             | 1,546  | 3.4%   |
| 다른 해외 식민지 언어 | 640    | 1.4%   |
| 미상                  | 500    | 1.1%   |
| 총계                  | 45,439 | 100%   |

인도계 피지인 중에서 가장 많은 비율을 차지하는 비하리어 사용자와 동부 힌디어 방언 사용자를 중심으로, 여러 방언들의 공통 요소가 피지에서 자연스레 더해지고 합쳐져(코이네 현상) 오늘날 우리가 피지 힌디어라고 부르는 언어가 생겨났다. 피지 힌디어의 형성에는 서로 다른 방언 화자들 간에 업무상 필요한 원활한 의사전달이라는 목적 외에, 이주민들의 어린 자녀들이 그들끼리 어울리면서 점차 서로의 언어를 섞어갔다는 점도 관여했다. 피지에 살았던 작가 퍼시 라이트는 이주민 자녀들이 서로의 언어를 흉내내어 쓰면서 어느 단어가 원래 자기 부모에게서 배운 것인지 알지 못하게 되었다고 말한다.

## 같이 보기
- 힌두스탄어